# ダニエル・マッセイ
ダニエル・マッセイ（Daniel Raymond Massey、1933年10月10日 - 1998年3月25日）は、イギリスの俳優。
ロンドン・ウェストミンスター出身。父親は映画『エデンの東』でジェームズ・ディーンの厳格な父親役を演じたことで知られるカナダ出身の俳優レイモンド・マッセイ、伯父ヴィンセント・マッセイは第61代カナダ総督（1952年 - 1959年）で、史上初のカナダ生まれの総督。母親や妹も女優。イートン・カレッジとケンブリッジ大学傘下のキングス・カレッジに学ぶ。
ロンドンのロイヤル・シェイクスピア・カンパニー、ロイヤル・ナショナル・シアターやニューヨークのブロードウェイで舞台に立つ一方、映画やテレビドラマにも出演、1968年に映画『スター!』で第26回ゴールデングローブ賞 映画部門 助演男優賞を受賞した。
私生活では、女優のエイドリアン・コリ（1961年 - 1967年）、ペネロープ・ウィルトン（1975年 - 1984年）、ペネロープの妹リンダ・ウィルトン（1986年 - 1998年）と、3回結婚した。
1998年3月25日、ホジキンリンパ腫のため死去、64歳。

## 主な出演作品
- 軍旗の下に In Which We Serve (1942)
- 上と下 Upstairs and Downstairs (1959)
- 寄席芸人 The Entertainer (1960)
- モール・フランダースの愛の冒険 The Amorous Adventures of Moll Flanders (1965)
- ジョーカー野郎 The Jokers (1967)
- スター! Star! (1968)
- 四つの署名 The Sign of Four (1968) テレビドラマ
- ポンペイ殺人事件 Fragment of Fear (1970)
- ボナンザ Bonanza (1971) テレビドラマ
- クイン・メリー/愛と悲しみの生涯 Mary, Queen of Scots (1971)
- 墓場にて/魔界への招待・そこは地獄の始発駅 The Vault of Horror (1973)
- アトランティス7つの海底都市 Warlords of Atlantis (1978)
- 遺言シネマ殺人事件 The Cat and the Canary (1978)
- ジェラシー Bad Timing (1980)
- 勝利への脱出 Escape to Victory (1981)
- 哀愁のフローレンス Love with a Perfect Stranger (1986) テレビ映画
- 主任警部モース Inspector Morse (1989) テレビドラマ
- スキャンダル Scandal (1989)
- シャーロック・ホームズの冒険 The Adventures of Sherlock Holmes (1991) テレビドラマ
- 独裁/スターリン Stalin (1992) テレビ映画
- 父の祈りを In the Name of the Father (1993)
- サムソンとデリラ Samson and Delilah (1996) テレビミニシリーズ
- ミラクル・メーカー/奇蹟を起こした人 イエスの物語 The Miracle Maker (2000) アニメ映画、声の出演